# وینکو سولدو
وینکو سولدو (انگلیسی: Vinko Soldo؛ زادهٔ ۱۵ فوریهٔ ۱۹۹۸) بازیکن فوتبال اهل کرواسی است.
از باشگاه‌هایی که در آن بازی کرده‌است می‌توان به باشگاه فوتبال دینامو زاگرب اشاره کرد.
وی همچنین در تیم‌های ملی فوتبال زیر ۱۴، ۱۵، ۱۶، ۱۷، ۱۸، ۱۹، ۲۰، و ۲۱ سال کرواسی بازی کرده‌است.